# Jackie Silva
Jacqueline Louise da Cruz Silva; znana jako Jackie (ur. 13 lutego 1962 w Rio de Janeiro) – brazylijska siatkarka i reprezentantka kraju, a później również siatkarka plażowa. Mistrzyni olimpijska z 1996 r. Jej partnerką była Sandra Pires.
Zdobyła również mistrzostwo świata.
W 2006 r. została uhonorowana członkostwem w Volleyball Hall of Fame.

## Sukcesy
- Mistrzostwa świata:
  -  1997